# Маки (Испания)
Маките (на испански: Maquis) са испански партизани, които водят нередовна война срещу франкистката диктатура в Испания след поражението на републиканците в Испанската гражданска война до началото на 60-те години на XX век, като извършват саботажи, грабежи (за финансирането на партизанска дейност) и убийства на франкисти, както и в борбата срещу Нацистка Германия и режима на Виши във Франция по време на Втората световна война. Участват и в окупациите на испанското посолство във Франция.
Дейността на Маки в Испания достига своя разцвет към 1946 г., след което бойците на съпротивата са силно репресирани със случаи на бял терор и извънсъдебни екзекуции, на основата на симулация на бягство на задържани, което нанася тежки жертви сред бойците и техните поддръжници. След упадъка им те напълно изчезват през 60-те години.

## История
Независимо от поражението в гражданската война не всички републиканци прекратяват съпротивата. Между 1939 и 1944 г. по цялата територия на Испания (особено в Арагон, Андалусия, Галисия и Каталония) действат неголеми партизански отряди. В редиците им са до 40000 души.
Почти веднага след падането на Франция през 1940 г. много ветерани – републиканци се присъединяват към френската съпротива, като испанските партизански отряди взимат участие в бойните действия срещу режима на Виши и германските окупационни войски във Франция. След освобождаването на Франция през 1944 г. много от тези бойци преориентират своята дейност към борбата с фашизма в родината си.
В края на 1944 г. е прието решение за преместване на всички ръководители на Комунистическата партия на Испания във Франция. В околностите на Тулуза е създадена школа за подготовка на партизански кадри и щаб за координация на тяхната дейност. Вече в началото на 1946 г. броят на партизанските действия в Испания значително нараства.
Най-активно партизаните са в борбата от 1945 г. до 1947 г., след като режимът на Франко активира антипартизански действия. Много партизани са убити и арестувани (което в много случаи също води до гибел), други бягат във Франция и Мароко. През 1952 г. е евакуиран последният голям отряд. Последният партизанин Хосе Кастро Вейга е убит през 1965 г.
От 1943 г. до 1952 г. жертвите на боевете с партизаните са 628 души от Гражданската гвардия, от които 258 души са убити. Партизаните губят 2 166 души, 3 382 са задържани. Освен това още 19 407 души са арестувани за „свръзка, помощ, или подстрекателство“.